# كيم جانون
كيم جانون (بالإنجليزية: Kim Gannon)‏ هو ملحن وكاتب أغاني وشاعر أمريكي، ولد في 18 نوفمبر 1900 في بروكلين في الولايات المتحدة، وتوفي في 29 أبريل 1974 في ليك وورث في الولايات المتحدة.

## وصلات خارجية
- كيم جانون على موقع IMDb (الإنجليزية)
- كيم جانون على موقع ميوزك برينز (الإنجليزية)
- كيم جانون على موقع قاعدة بيانات برودواي على الإنترنت (الإنجليزية)
- كيم جانون على موقع أول ميوزيك (الإنجليزية)
- كيم جانون على موقع ديسكوغز (الإنجليزية)
- كيم جانون على موقع قاعدة بيانات الفيلم (الإنجليزية)